# Bolesław Kozankiewicz
Bolesław Maksymilian Kozankiewicz (ur. 1948 w Olszynie Lubańskiej) – polski fizyk, profesor doktor habilitowany nauk fizycznych, wieloletni pracownik naukowy Instytutu Fizyki Polskiej Akademii Nauk, specjalista w zakresie spektroskopii molekularnej.

## Życiorys
Ukończył VI Liceum Ogólnokształcące im. Tadeusza Reytana w Warszawie (1966) i Wydział Fizyki Uniwersytetu Warszawskiego (1971). W 1978 roku otrzymał stopień doktora nauk fizycznych na podstawie pracy Optyczne badania przenoszenia energii wzbudzenia w kryształach molekularnych kompleksów EDA (promotor Jerzy Prochorow). W 1990 roku uzyskał habilitację, a w 2003 roku tytuł profesora nauk fizycznych.
Związał swoją karierę zawodową z Instytutem Fizyki Polskiej Akademii Nauk, w którym podjął pracę po ukończeniu studiów wyższych. Wykładał jako profesor wizytujący w ośrodkach naukowych we Francji, Holandii, Włoszech, Japonii i Stanach Zjednoczonych. W 2013 roku został odznaczony Złotym Krzyżem Zasługi.